# Qui-Gon Jinn
Qui-Gon Jinn este un personaj din Războiul stelelor (engleză Star Wars) și unul dintre cei mai puternici Jedi. Este interpretat de Liam Neeson.

## Legături externe
- Qui-Gon Jinn Official Website at StarWars.com
- Qui-Gon Jinn la Wookieepedia: un wiki Războiul stelelor